# Renata Szyguła
Renata Anna Szyguła (ur. 31 marca 1968 w Nowym Sączu) – polska nauczycielka akademicka, specjalistka w zakresie rehabilitacji ruchowej. Rektor Państwowej Medycznej Wyższej Szkoły Zawodowej w Opolu w 2020. Prorektor Uniwersytetu Opolskiego w kadencji 2020–2024

## Życiorys
Urodziła się w 1968 roku w Nowym Sączu, gdzie spędziła dzieciństwo i wczesną młodość. Po ukończeniu szkoły średniej podjęła studia na Akademii Wychowania Fizycznego w Krakowie, które ukończyła w 1991 roku magisterium z zakresu rehabilitacji ruchowej. Następnie przeprowadziła się do Opola, znajdując pracę w Szkole Podstawowej nr 24 na stanowisku instruktora gimnastyki korekcyjnej. Dwa lata później została nauczycielem przedmiotów kierunkowych w Medycznym Studium Zawodowym w Opolu. W 1995 roku związała się z Politechniką Opolską, obejmując stanowisko asystenta w Instytucie Wychowania Fizycznego i Fizjoterapii. Równocześnie podjęła studia doktoranckie z zakresu pedagogiki na Wydziale Historyczno-Pedagogicznym Uniwersytetu Opolskiego, które ukończyła w 2000 roku uzyskując stopień naukowy doktora nauk humanistycznych. W tym samym roku awansowała na opolskiej uczelni na stanowisko adiunkta, a w 2001 roku została kierowniczką Zakładu Biologicznych Podstaw Fizjoterapii. W 2014 habilitowała się na AWF w Krakowie dyscyplinie nauk o kulturze fizycznej.
W latach 2002–2008 pełnił funkcję prodziekana do spraw studenckich Wydziału Wychowania Fizycznego i Fizjoterapii PO. Kierowniczka Katedry Aktywnych Form Turystyki i Rekreacji, działającej w ramach Instytutu Turystyki i Rekreacji PO.
Rektor Państwowej Medycznej Wyższej Szkoły Zawodowej w Opolu w 2020. Prorektor ds. Collegium Medicum Uniwersytetu Opolskiego w kadencji 2020–2024.

## Publikacje
- Metody badań stosowane w ocenie narządu ruchu i w chorobach wewnętrznych. Skrypt dla studentów fizjoterapii i wychowania fizycznego, Opole 2002, współautor: Iwona Tubek, Sławomir Tubek.
- Segmentarna budowa ciała, Opole 2009, współautorzy: Sławomir Tubek, Iwona Tubek.
- Morphofunctional and psychophysiological development of children during puberty, Opole 2010, współautor: Iwan Glazyrin.